# Cuadrangular de Temuco 1970
Cuadrangular de Temuco 1970 corresponde del torneo amistoso de fútbol, siendo el segundo de este tipo llevado a efecto en esa ciudad sureña.
Se desarrolló en mes de marzo en el Estadio Municipal de Temuco, siendo el triunfador el conjunto argentino de Godoy Cruz de Mendoza, club que en la final derrotó a la Selección de Chile.    

## Datos de los equipos participantes
| Equipo              | Calidad                                                                                         |
| ------------------- | ----------------------------------------------------------------------------------------------- |
| Green Cross-Temuco  | Anfitrión y tercer lugar de la Primera División de Chile 1969                                   |
| Selección de Chile  | Invitado.                                                                                       |
| Deportes Concepción | Invitado y séptimo lugar en la Serie o Zona B del Nacional de la Primera División de Chile 1969 |
| Godoy Cruz          | Invitado.                                                                                       |

### Aspectos generales

#### Modalidad
El torneo se programó en dos fechas, bajo el sistema de eliminación directa en cuyo régimen se establece que el tercer y cuarto lugar lo definen los equipos que resultaron perdedores en la primera fecha y por otra parte la final enfrenta a los dos equipos ganadores de la primera fecha en un partido definitorio, resultando campeón aquel equipo que gane.

## Partidos

### Semifinales
| 14 de marzo de 1970 | Godoy Cruz     | 2:1 | Green Cross-Temuco | Estadio Municipal de Temuco, Temuco                    |                                                        |
|                     | Garro 28', 49' |     | Barreto 30'        | Asistencia: 7.883 espectadores Árbitro(s): Hugo Gálvez | Asistencia: 7.883 espectadores Árbitro(s): Hugo Gálvez |

| 14 de marzo de 1970 | Selección de Chile                       | 3:1 | Deportes Concepción | Estadio Municipal de Temuco, Temuco                             |                                                                 |
|                     | Osvaldo Castro 5', 55' · David Henry 79' |     | J.Herrera 65'       | Asistencia: 7.883 espectadores Árbitro(s): Carlos Robles Robles | Asistencia: 7.883 espectadores Árbitro(s): Carlos Robles Robles |

### Tercer puesto
| 15 de marzo de 1970 | Deportes Concepción                | 3:1 | Green Cross-Temuco | Estadio Municipal de Temuco, Temuco                    |                                                        |
|                     | Guerra 19', 22' · Fabián Capot 74' |     | Barreto 14'        | Asistencia: 5.567 espectadores Árbitro(s): Hugo Gálvez | Asistencia: 5.567 espectadores Árbitro(s): Hugo Gálvez |

### Final
| 15 de marzo de 1970 | Godoy Cruz                               | 4:3 | Selección de Chile                                        | Estadio Municipal de Temuco, Temuco                             |                                                                 |
|                     | Camargo 15' · Gómez 25' · Garro 54', 87' |     | Osvaldo Castro 27' (pen.), 90' (pen.) · Sergio Messen 82' | Asistencia: 5.567 espectadores Árbitro(s): Carlos Robles Robles | Asistencia: 5.567 espectadores Árbitro(s): Carlos Robles Robles |

## Campeón
| Argentina  |
| Godoy Cruz |